# Palais im Stadtpark

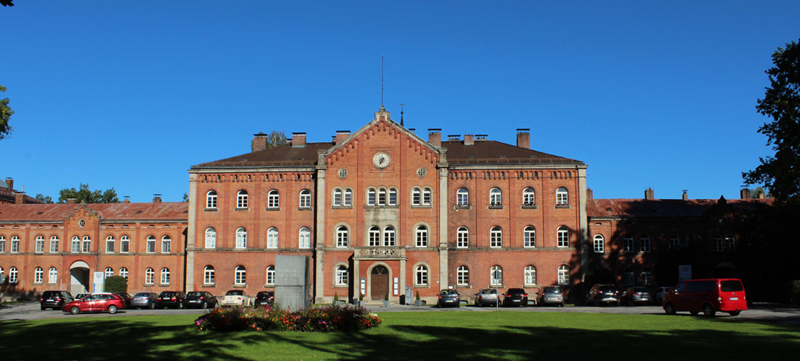
Palais am Stadtpark

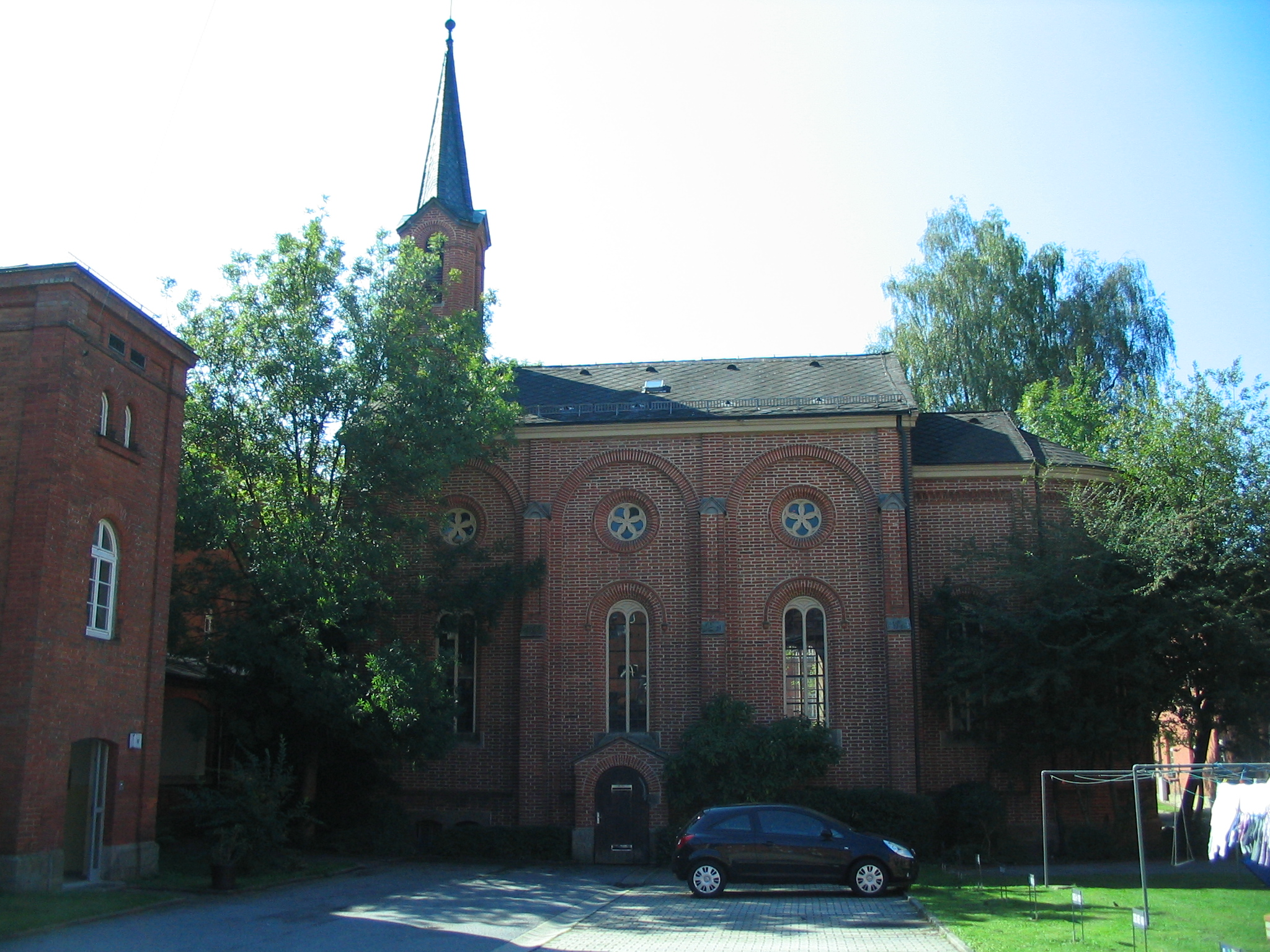
Ehemalige Anstaltskirche

Das Palais im Stadtpark (auch bekannt als Alte Kaserne) ist ein unter Denkmalschutz stehender Gebäudekomplex in der niederbayerischen Stadt Deggendorf.

## Geschichte
Die Gebäude wurden 1863 bis 1868 ursprünglich zur Nutzung als „Kreisirrenanstalt“ errichtet. Zur gesamten Anlage gehören 27 Gebäude sowie die ehemalige Anstaltskirche. Die Gebäude gruppieren sich um vier Innenhöfe und sind zwei- bzw. dreigeschossig.
Nachdem 1911 die „beschäftigungs- und arbeitstherapeutisch orientierte Heil- und Pflegeanstalt“ in Mainkofen eröffnete, wurden erste Patienten von Deggendorf dorthin verlegt.
Ab 1933 wurde das Areal als Wehrmachtskaserne genutzt. Dies geschah zuerst heimlich, da der Friedensvertrag von Versailles solche Einrichtungen untersagte. 1941 wurde zusätzlich eine Vorschule für Unteroffiziere eingerichtet.
Nach Ende des Zweiten Weltkriegs 1945 nutzten kurzzeitig osteuropäische Flüchtlinge die Häuser, jedoch wurden schon bald im „DP-Camp 7“ Heimatlose und jüdische Überlebende der KZ Theresienstadt, Auschwitz, Flossenbürg sowie polnische Juden dort einquartiert. Ab 1949 fanden nach Auflösung des „DP-Camp 7“ deutsche Flüchtlinge in der Wohnanlage Unterkunft.
Bis 2014 war im Gebäudekomplex u. a. das regionale Kreiswehrersatzamt eingerichtet (s. Liste ehemaliger Bundeswehr-Liegenschaften: Deggendorf).

## Heutige Nutzung
Anfang der 2000er-Jahre erfolgte der stetige Wandel von einer reinen Wohnanlage zu seiner heutigen Nutzung. In dem Gebäudekomplex sind neben Wohnungen u. a. auch eine Klinik für Nervenheilkunde, Psychotherapie, Psychosomatik und Schlafmedizin des Immobilieneigentümers, Kinderbetreuungseinrichtungen (Waldorfkindergarten mit Kleinkindgruppe, Caritas-Kinderkrippe), Arzt- und Rechtsanwaltspraxen, eine Schwangerenberatungsstelle, das Geistliche Zentrum Friedenskirche (Einrichtung der Alt-Katholischen Kirche in Deutschland) und ein Café untergebracht. (Stand: Juli 2021)
Auch kulturelle Veranstaltungen finden im Palais im Stadtpark statt. Am 25. Oktober 2022 wurde vor der Hauptfassade im Rahmen einer Feierstunde eine „Eichenpflanzung zu Ehren von Joseph Beuys“ vorgenommen.